# Robert Abel (Fußballspieler)
Christopher Robert Abel (* 28. April 1912 in Chorlton-cum-Hardy; † September 1986 in Manchester) war ein englischer Fußballspieler.

## Karriere
Der aus Manchester stammende Abel wurde von Leeds-Trainer Dick Ray im dortigen Lokalfußball entdeckt und 1931 zu Leeds United geholt. In Leeds musste sich Abel die folgenden Jahre mit Einsätzen im Reserveteam in der Central League begnügen, der Linksverteidigerplatz in der ersten Mannschaft war für lange Zeit fest von Jack Milburn besetzt. Seinen einzigen Pflichtspielauftritt für Leeds hatte Abel im April 1935, in der Erstligapartie gegen Aston Villa lief er als Ersatz für Milburn auf und bildete beim 1:1-Unentschieden mit Bert Sproston das Verteidigerpaar.
Im Sommer 1936 wurde er vom Zweitdivisionär Bradford City verpflichtet, dort war mittlerweile Dick Ray Cheftrainer. Bereits am 2. Saisonspieltag ersetzte er Charlie McDermott auf der Linksverteidigerposition. Beim 1:1-Unentschieden gegen Plymouth Argyle zeigte er nach Pressemeinung trotz einer kurz nach Spielbeginn zugezogenen Beinverletzung eine gute Leistung, verpasste aufgrund der Verletzung die folgende Partie und musste sich fünf Monate bis zu seiner nächsten Bewährungschance gedulden. Ab Mitte Januar 1937 ersetzte er Laurie Scott auf der rechten Verteidigerposition, der zum FC Arsenal gewechselt war. Sportlich geriet die Phase erfolglos: dem Drittrundenaus im FA Cup gegen das klassenniedrigere York City folgte in der Liga eine Serie von acht sieglosen Spielen, wodurch die Mannschaft auf einen Abstiegsplatz in der Second Division 1936/37 abrutschte und am Saisonende abstieg. 
Am Saisonende befand sich Abel unter dem Dutzend Spielern, denen vom Verein ein ablösefreier Wechsel gestattet wurden. Die Saison 1937/38 spielte er für Stalybridge Celtic in der Cheshire County League und fand mehrfach lobende Erwähnung in Spielberichten. Ab der Folgesaison war er beim Ligakonkurrenten FC Hurst aktiv, und gehörte auch zu Beginn der Saison 1939/40 zum Aufgebot, bevor der Ausbruch des Zweiten Weltkriegs für den Saisonabbruch und Abels Karriereende sorgte.